# Gianna Angelopoulos-Daskalaki
Gianna Angelopoulos-Daskalaki (griechisch Γιάννα Αγγελοπούλου Δασκαλάκη; * 12. Dezember 1955 in Iraklio, Kreta) ist eine griechische ehemalige Politikerin und Geschäftsfrau.

## Leben
Angelopoulos-Daskalaki studierte Rechtswissenschaften an der Aristoteles-Universität Thessaloniki und wurde in den späten 1980er-Jahren auf dem politischen Parkett Athens aktiv. Von 1989 bis 1990 war sie als Abgeordnete der konservativen Nea Dimokratia Mitglied des Parlaments.
1990 heiratete sie nach der Scheidung von ihrem ersten Ehemann den Reeder und Milliardär Theodoros Angelopoulos und arbeitet seitdem ebenfalls in dessen Branche. Seit 1994 ist sie die stellvertretende Direktorin der Harvard Kennedy School. 1998 wurde sie von der griechischen Regierung zur Botschafterin ernannt. Die Familie von Angelopoulos-Daskalaki hat ihren offiziellen Wohnsitz in Gstaad, Schweiz.
Bekannt wurde sie als Präsidentin des Organisationskomitees ATHOC der XXVIII. Olympischen Sommerspiele 2004 in Athen. Sie wurde vom Forbes Magazine als eine der 50 mächtigsten Frauen bezeichnet. Enttäuscht über den Verlust der 100-Jahr-Spiele an Atlanta 1996 entschied sie, die griechische Bewerbung für die Sommerspiele 2004 einzureichen. Sie wurde anschließend offiziell zur Präsidentin des Organisationskomitees ernannt und brachte erfolgreich die Spiele nach Athen.
In der griechischen Öffentlichkeit ist sie eine angesehene und beliebte Frau, wird allerdings auch oft kritisiert auf Grund ihres sehr stark ausgeprägten Selbstvertrauens. Sie wird immer wieder als zukünftige Ministerpräsidentin Griechenlands gehandelt. Ebenso war sie bis Anfang 2006 als zukünftige Bürgermeisterin Athens im Gespräch, aber aufgrund eines Zeitungsartikels der italienischen Zeitung La Repubblica sanken ihre Chancen auf eine erfolgreiche Kandidatur.